# Žirje
Den här artikeln handlar om ön Žirje. För orten Žirje, se Žirje (ort).
Žirje (italienska: Zuri) är en ö i Adriatiska havet. Ön tillhör Kroatien och har en yta på 15,08 km2. Dess högsta topp Kapić når 131 m ö.h. Žirje ligger omkring 22 km från Šibenik på fastlandet och är den ö med fast befolkning i Šibeniks skärgård som ligger längst bort från fastlandet. Den fasta befolkningen uppgår till 94 invånare (2011). Žirjes enda samhälle bär samma namn som ön. 

## Geografi
Ön har en flikig 41,8 km lång kustlinje med många vikar. Totalt har ön 29 vikar och till de större räknas Muna, Koromašnja, Mikavica, Tratinska och Pečenja.

## Arkitektur och kulturarv
Under 1100-1200-talet var Žirje omgärdat av murar och försvarsverk. Idag finns ruinerna efter en bysantinsk befästning från 500-talet kvar.

## Transporter och kommunikationer
Ön är förbunden med fastlandet via färjelinjen Šibenik-Žirje som trafikeras av Jadrolinija.